# Лоция
Лоция (от нидерл. loodsen «вести корабль») — предназначенное для мореплавателей описание морей, океанов и их прибрежной полосы. 
Лоция включает в себя разъяснения навигационных особенностей (рельефа дна, приметных мест, знаков и берегов), а также содержит подробные указания по путям безопасного плавания и остановкам у берегов с описанием средств и способов получения необходимых для плавания предметов и провизии, включают действующие законы и правила водных бассейнов, в соответствии с географическим положением.